# Héloïse Lefebvre
Héloïse Lefebvre (* 1989 in der Touraine) ist eine französische Jazzmusikerin (Geige, Komposition).

## Leben und Wirken
Lefebvre begann im Alter von fünf Jahren mit dem Geigenspiel. Sie erhielt eine klassische Ausbildung und spielte sehr früh im Duo, Trio, Quartett und Orchester. Nach etwa zehn Jahren Instrumentalpraxis besuchte sie den Gypsy-Jazz-Workshop der Jazzschule von Tours unter Leitung von Thierry Vaillot, um dann eine Ausbildung an der Jazzschule in Tours und anschließend am dortigen Conservatoire de Région in der Jazzklasse von Guillaume de Chassy zu absolvieren. Als Absolventin des Konservatoriums von Tours studierte und spielte sie bei Didier Lockwood, André Ceccarelli, Bojan Z, Stacey Kent, Julien Lourau, Costel Nitescu, Andy Emler, L. Subramaniam und Amrat Hussain. Ab 2012 studierte sie am Jazz-Institut Berlin bei Kurt Rosenwinkel.
Lefebvre gab Konzerte mit der Gruppe Hurlak und schloss sich dann verschiedenen Projekten an, darunter dem Trio Elbasan, mit dem das Album Escales (2011) entstand, der Compagnie Frasques (Jazz/Kammermusik) und Kwal. Im Jahr 2012 schuf sie in Berlin das Duett Please Spring! mit dem Gitarristen Paul Audoynaud. Dieses Projekt war der Kern ihres Sextetts Sun Dew, mit dem sie zwei Alben vorlegte. Martin Weinert holte sie in sein Ensemble Rainbow Experience, in dem sie Kompositionen von Susan Weinert interpretierte. Weiterhin arbeitete sie mit dem Julia Hülsmann Oktett, dem Bernhard & Peter Meyer 5tet, dem Martin Weinert Rainbow Trio, Susanne Pauls Move String Quartet, Ellinoas Wanderlust Orchestra (Ville Totale), Youn Sun Nah (Waking World) und dem MBO Orchester. 
Lefebvre gewann den Stephane-Grappelli-Wettbewerb und den SACEM-Preis für junge Talente.

## Diskographische Hinweise
- Vincent Loiseau Saisir l’instant (Naïve, 2012),
- Inma Galiot & la Rosa Negra Tierra (Unit Records, 2016)
- Sun Dew (Laborie Jazz 2017, mit Paul Audoynaud, Liron Yariv, Johannes von Ballestrem, Paul Santner, Christian Tschuggnall)
- Sun Dew This Secret Cay (Heartcore Records 2018, mit Paul Audoynaud, Liron Yariv, Johannes von Ballestrem, Paul Santner, Christian Tschuggnall)
- Héloïse Lefebvre / Sebastian Voltz / Daniel Weber / Martin Weinert: Nachtwind (Tough Tone 2023)
- Héloïse Lefebvre / Sebastian Voltz / Daniel Weber / Martin Weinert: Novembermond (Tough Tone 2024)